# Dirty Beaches
Dirty Beaches est le nom de scène du musicien Alex Zhang Hungtai né à Taipei en 1980 et vivant à Montréal.

## Biographie
Alex Zhang Hungtai est né le 4 septembre 1980 à Taipei (Taïwan). Après avoir passé une partie de sa jeunesse à Hawaï il s'installe à Montréal où il commence, en 2005, à publier des enregistrements sous le nom de Dirty Beaches.
La publication de l'album Badlands en 2011, sur lequel les influences de David Lynch, d'Alan Vega et du rock'n'roll des années 1950 et 1960 se font entendre, lui apporte une plus grande visibilité. Il continue tout de même à publier de nombreux enregistrements dont une collaboration avec la chanteuse Ela Orleans en 2011. Entre-temps, Dirty Beaches devient un groupe avec l'arrivée, tant sur scène qu'en studio, des musiciens Shub Roy, Bernardino Femminielli, Francesco De Gallo et Jesse Locke.
En 2012 il enregistre une reprise de la chanson Tu ne dis rien de Françoise Hardy, chanteuse qu'il avait déjà samplée pour le morceau Lords Know Best sur l'album Badlands.
En 2013 il effectue une tournée en Europe, en Russie et en Asie du Sud-Est. Ensuite il réalise la bande originale du documentaire Water Park. Cette même année il publie un album en deux parties intitulé Drifters / Love Is The Devil, cet album a été enregistré à Berlin dans le studio d'Anton Newcombe le leader de The Brian Jonestown Massacre.